# Jan Závora
Jan Závora (* 8. srpna 2002 Mladá Boleslav) je český lední hokejista hrající na postu středního útočníka.

## Život
S hokejem začínal ve svém rodném městě, v tamním Bruslařském klubu. Během sezóny 2015/2016 nastupoval za výběr do šestnácti let v klubu Benátek nad Jizerou. Od ročníku 2016/2017 postupně hrával za mládežnické výběry mladoboleslavského klubu. Mezi muži tohoto celku se na jedno soutěžní utkání objevil během sezóny 2020/2021.
V další sezóně (2021/2022) patřil předně do kádru mladoboleslavského výběru do dvaceti let, nicméně nastupoval rovněž za muže tohoto celku a v rámci hostování též ve Slovanu Ústí nad Labem, za nějž první utkání odehrál 15. listopadu 2021 v domácím zápase s Prostějovem (2:5). Ročník 2022/2023, ač kmenový hráč Mladé Boleslavi, začal v dresu pražské Slavie, v jejímž dresu ve druhém kole první hokejové ligy v zápase se Sokolovem (4:3 po prodloužení) vstřelil svůj první gól mezi muži.